# 東京 (SUPER BEAVERのアルバム)
『東京』(とうきょう) は、日本のロックバンドSUPER BEAVERが2022年2月23日に発売した8枚目のフルアルバムである。
ソニー・ミュージック・レコーズから発売された。

## 概要
前作『アイラヴユー』から約一年ぶりのフルアルバムであり、彼らにとってのメジャーレーベル復帰後2作目のアルバムである。
『名前を呼ぶよ』（映画『東京リベンジャーズ』主題歌）、『愛しい人』（TVドラマ『あのときキスしておけば』主題歌）の他、THE FIRST TAKEにおいて、緑黄色社会の長屋晴子を招いて披露した楽曲のオリジナルバージョンである『東京』（アサヒスーパードライ×THE FIRST TAKE WEBCMタイアップソング）を含む全12曲を収録している。
今作はギターの柳沢曰く、「聴いてくださる方の生活や人生を想像しながら作ったアルバム」となっており、前作『アイラヴユー』に見られた決意表明のようなテイストではなく、「誰かの生活で鳴るような歌」を根底において作成している。
初回限定盤はA/Bの二種類があり、2021年6月24日、LINE CUBE SHIBUYAで開催された『SUPER BEAVER 『アイラヴユー』Release Tour 2021 ～圧巻のラクダ、愛のマシンガン～』のライブ映像およびアルバムのドキュメント映像と楽曲『東京』のミュージックビデオが、限定盤AではBDで、限定盤BはDVDで、それぞれ付属する。

## 収録曲
1. スペシャル
  - 2022年2月16日にMVが公開され、各サブスクサービスで先行配信された楽曲。MVは20台のカメラを用いてすべて一発撮りで撮影している[2]。
2. 名前を呼ぶよ
  - 15thシングル。
  - 映画『東京リベンジャーズ』主題歌。
3. ふらり
  - ギターの柳沢が、「大人になることで窮屈な気持ちになっているひとがいるとしたら、『変わることでよりよくなれるなら、変わっていいのかもよ』みたいなことを歌として渡せたら」と思いつつ書いた曲[3]。
4. 愛しい人
  - 14thシングル。
  - テレビ朝日系金曜ナイトドラマ『あのときキスしておけば』主題歌。
5. VS.
  - アルバムの中で最初にできた曲[1]。ギターの柳沢とドラマーの藤原曰く、「制作段階でどんどん盛り上がり、もともとあったアレンジからガラッと変えてしまった。[4]」
6. 318
  - 自分たちがこれまで作ってきた曲にないような色として、「紫っぽい雰囲気の曲」を、ギターの柳沢がボーカルの渋谷にリクエストされて作った楽曲[4]。
7. 東京
  - 2022年1月8日にMVが公開され、各サブスクサービスで先行配信された楽曲。
  - アサヒスーパードライ×THE FIRST TAKE WEBCMタイアップソング。
8. ロマン
  - 2022年9月16日に、今アルバムを引っ提げて行われたツアー「SUPER BEAVER 『東京』 Release Tour 2022 ～東京ラクダストーリー～」の密着映像をもとに作成されたドキュメンタリーMVが、YouTube上でプレミア公開された[5]。

## 収録内容
CD
| 全作詞・作曲: 柳沢亮太、全編曲: SUPER BEAVER。 |                      |          |            |      |
| #                                              | タイトル             | 作詞     | 作曲・編曲 | 時間 |
| 1.                                             | 「スペシャル」       | 柳沢亮太 | 柳沢亮太   | 3:35 |
| 2.                                             | 「人間」             | 柳沢亮太 | 柳沢亮太   | 4:41 |
| 3.                                             | 「名前を呼ぶよ」     | 柳沢亮太 | 柳沢亮太   | 4:39 |
| 4.                                             | 「ふらり」           | 柳沢亮太 | 柳沢亮太   | 3:57 |
| 5.                                             | 「愛しい人」         | 柳沢亮太 | 柳沢亮太   | 4:17 |
| 6.                                             | 「VS.」              | 柳沢亮太 | 柳沢亮太   | 3:07 |
| 7.                                             | 「それっぽいふたり」 | 柳沢亮太 | 柳沢亮太   | 4:20 |
| 8.                                             | 「318」              | 柳沢亮太 | 柳沢亮太   | 3:58 |
| 9.                                             | 「未来の話をしよう」 | 柳沢亮太 | 柳沢亮太   | 4:37 |
| 10.                                            | 「東京」             | 柳沢亮太 | 柳沢亮太   | 4:52 |
| 11.                                            | 「ロマン」           | 柳沢亮太 | 柳沢亮太   | 5:03 |
| 12.                                            | 「最前線」           | 柳沢亮太 | 柳沢亮太   | 3:29 |
| 合計時間:                                      | 合計時間:            | 50:35    |            |      |

初回限定盤特典DVD / BD
| #   | タイトル                              | 作詞 | 作曲・編曲 |
| --- | ------------------------------------- | ---- | ---------- |
| 1.  | 「今夜だけ」                          |      |            |
| 2.  | 「歓びの明日に」                      |      |            |
| 3.  | 「ハイライト」                        |      |            |
| 4.  | 「美しい日」                          |      |            |
| 5.  | 「閃光」                              |      |            |
| 6.  | 「irony」                             |      |            |
| 7.  | 「mob」                               |      |            |
| 8.  | 「自慢になりたい」                    |      |            |
| 9.  | 「予感」                              |      |            |
| 10. | 「正攻法」                            |      |            |
| 11. | 「突破口」                            |      |            |
| 12. | 「アイラヴユー」                      |      |            |
| 13. | 「東京流星群」                        |      |            |
| 14. | 「時代」                              |      |            |
| 15. | 「名前を呼ぶよ」                      |      |            |
| 16. | 「愛しい人」                          |      |            |
| 17. | 「さよなら絶望」                      |      |            |
| 18. | 「Album『東京』制作ドキュメント映像」 |      |            |
| 19. | 「東京」(Music Video)                 |      |            |

## 参加メンバー
- 渋谷龍太：Vocal(#1~#12)
- 柳沢亮太：Guitar, Chorus(#1~#12), Keyboard(#7~#10, #12), Programing(#1)
- 上杉研太：Bass(#1~#12), Chorus(#1~#3, #6, #7, #10~#12)
- 藤原”33才”広明：Drums(#1~#12), Chorus(#1~#3, #7, #10~12), Tambourine(#2~5, #12), Various Percussion(#1), Shaker(#7)
- TEAM SUPER BEAVER：Chorus(#2, #3)